# التحدي الكبير
هيرو تيلز (بالإنجليزية: Hero Tales)‏ (باليابانية: 獣神演武) هو أنمي تمت دبلجته إلى اللغة العربية تحت عنوان التحدي الكبير من طرف شركة الزهرة للدبلجة. ويعرض على قناة سبيس باور. تحكي القصة عن تايتو الذي يسعى للتغلب على كايرو الشرير الذي يسعى لتدمير الأرض. تايتو الملقب بالمقاتل القطب وهو شخص من سبعة أشخاص ذوي قدرات خاصة من ضمنهم تايتو وكايرو.

## الشخصيات
| الشخصيات         | معلومات                                         |
| ---------------- | ----------------------------------------------- |
| تايتو            | هو المقاتل القطب وشقيق الإمبراطور هيكا          |
| ليلة             | هي شقيقة تايتو ولكنها ليست إحدى المقاتلين الخمس |
| ريميه            | إحدى المقاتلين الخمس وهي تجيد الطبخ             |
| ريوكو            | هو المقاتل الأصيل ويكتشف أنه أبن كايرو          |
| المقاتل المستشار | -                                               |

| الأعداء | معلومات                                      |
| ------- | -------------------------------------------- |
| كايرو   | يريد أخذ منصب الإمبراطور هيكا وهو والد ريوكو |
| كوران   | -                                            |

## روابط خارجية
- التحدي الكبير على موقع ميتاكريتيك (الإنجليزية)
- التحدي الكبير على موقع ANN anime (الإنجليزية)
- التحدي الكبير على موقع ANN manga (الإنجليزية)